# Ротокас
Ротока́с — язык, входящий в восточнопапуасскую группу (фила) папуасских языков. На языке ротокас говорит около 4000 человек, проживающих на острове Бугенвиль, расположенном к востоку от Новой Гвинеи и входящем в состав государства Папуа — Новая Гвинея. Существует по крайней мере три диалекта языка ротокас: центральный (собственно ротокас), аита и пипипая. Центральный диалект примечателен крайне малым количеством фонетических единиц и имеет, вероятно, самый короткий современный алфавит.

## Письменность
Алфавит языка ротокас — на латинской основе. Он состоит из двенадцати букв, использующихся для записи одиннадцати звуков: A E G I K O P R S T U V. Буквы T и S используются для записи фонемы /t/. Тот же звук обозначается как S перед I и в слове Rotokas, в остальных случаях он записывается как T. В некоторых случаях вместо V пишется B. 
| Заглавные | Заглавные | Заглавные | Заглавные | Заглавные | Заглавные | Заглавные | Заглавные | Заглавные | Заглавные | Заглавные | Заглавные |
| --------- | --------- | --------- | --------- | --------- | --------- | --------- | --------- | --------- | --------- | --------- | --------- |
| A         | E         | G         | I         | K         | O         | P         | R         | S         | T         | U         | V         |
| Строчные  |           |           |           |           |           |           |           |           |           |           |           |
| a         | e         | g         | i         | k         | o         | p         | r         | s         | t         | u         | v         |

## Лингвистические черты
В ротокас различается долгота гласных (все гласные имеют долгую и краткую формы), но отсутствуют супрасегментные элементы (например, тоны и смыслоразличительное ударение).

### Фонетика

#### Согласные

##### Центральный диалект
Три звонких согласных центрального диалекта представлены в виде нескольких аллофонов, поэтому их однозначная запись при помощи символов Международного фонетического алфавита затруднена. В языке существуют губно-губные, альвеолярные и велярные согласные, каждый из которых имеет звонкий и глухой вариант. Глухие согласные представлены плозивными [p, t, k], существует также альвеолярный аллофон [ts]~[s], встречающийся перед гласным [i]. Звонкие согласные представлены рядами аллофонов [β, b, m], [ɾ, n, l, d], и [g, ɣ, ŋ].
Достаточно необычным является отсутствие в центральном диалекте носовых фонем.
| Центральный диалект | Губно-губные | Альвеолярные | Велярные |
| ------------------- | ------------ | ------------ | -------- |
| Глухие              | p            | t            | k        |
| Звонкие             | b ~ β        | d ~ ɾ        | g ~ ɣ    |

##### Диалект аита
В диалекте аита существует различие между звонкими, глухими и носовыми согласными, поэтому в этом диалекте имеется девять фонем по сравнению с шестью в центральном диалекте. Звонкие и носовые согласные в центральном диалекте сливаются, что делает возможной реконструкцию центрального диалекта на основе диалекта аита, но не наоборот. Например, слово bokia 'день' имеет /b ~ β/ в центральном ротокасе и в диалекте аита, но местоимение 2 л. мн. ч. в центральном диалекте начинается со звука /b ~ β/, /bisi/, но со звука /m/ в когнате этого слова для диалекта аита. Более того, в диалекте аита найдены минимальные пары для звонких губных и альвеолярных согласных: /buta/ 'время' vs. /muta/ 'вкус'. Факт существования различия в наборе согласных указывает на то, что в древности язык фонетически был ближе к диалекту аита, а ограниченный набор согласных является результатом эволюции.
| Диалект аита | Губно-губные | Альвеолярные | Велярные |
| ------------ | ------------ | ------------ | -------- |
| Глухие       | p            | t            | k        |
| Звонкие      | b ~ β        | d ~ ɾ        | g ~ ɣ    |
| Носовые      | m            | n            | ŋ        |

Звуки [l] и [r] являются, вероятно, аллофонами, соответствуют латеральному вибранту [ɺ] или же вибранту, не имеющему ограничений по месту образования (как [ɾ] или [ɺ] в японском языке).

#### Гласные
В ротокас существует пять гласных звуков, имеющих краткие и долгие формы: a e i o u (aa ee ii oo uu).
Неясно, являются ли долгие гласные отдельными фонемами, поскольку в речи долгая гласная и последовательность двух кратких гласных не различается, а диалект аита и вовсе не различает длину гласных. Часто встречаются другие сочетания гласных, например, в слове upiapiepaiveira.

#### Ударение
Вероятно, ударение в ротокас не является фонематическим. В словах, состоящих из двух или трех слогов, ударение падает на первый слог, в четырёхсложных — на первый и третий, в словах, имеющих более пяти слогов — на третий с конца. Система ударения усложняется наличием долгих гласных, существуют также исключения при спряжении глагола.

### Грамматика
Прилагательные и указательные местоимения в ротокасе находятся перед определяемым существительным, имеются послелоги. Наречия не имеют определённого места в предложении, однако существует склонность размещать их перед глаголом.
Морфологически существительные в ротокасе могут быть классовыми и неклассовыми. Категория выделяется по принципу наличия/отсутствия показателя грамматического класса при существительном, при этом классные существительные делятся на одушевлённые и неодушевлённые, первые разделяются на существительные обозначающие людей и существительные обозначающие животных; они могут быть мужского и женского родов, а вторые — ещё и среднего:
- ovito «сын» — oviirara «сыновья»: классное одушевленное мужского рода Im;
- aite «отец» — aiteirara «отцы»: неклассовое одушевленное мужского рода m;
- aako «мать» — aako riako «матери»: неклассовое одушевленное женского рода f;
- atari «рыба» — atari kare «рыбы»: неклассовое одушевленное общего рода (и мужского, и женского), класс IImf;
- opitato «кокосовая пальма» — opitaara «кокосовые пальмы»: классное неодушевленное мужского рода, класс IIIm;
- avekeva «камень» — avekeara «камни»: классное неодушевленное женского рода, класс IVf;
- vavaea «рука» — vavaeara «руки»: классное неодушевленное среднего рода, класс Vn.

В ротокасе три числа, и личные местоимения 3-но лица согласуются по роду и по числу:
| Личные местоимения | 1 лицо | 2 лицо | 3 лицо м.р. | 3 лицо ж.р. | 3 лицо ср.р. |
| ------------------ | ------ | ------ | ----------- | ----------- | ------------ |
| Ед.ч.              | ragai  | vi     | rera        | oira        | va           |
| Дв.ч.              | vegei  | vei    | vaiterei    | vairei      | varei        |
| Мн.ч.              | vigei  | visi   | voea        | vairo       | vara         |